# Preis für Popkultur 2023
Der Preis für Popkultur 2023 war die siebte Verleihung dieses deutschen Musikpreises. Der Preis wird vom Verein Förderung der Popkultur e. V. verliehen.
Die Veranstaltung sollte ursprünglich am 5. Oktober 2023 und erstmals im Theater des Westens stattfinden. Da die Finanzierung jedoch nicht gesichert war, wurde die Veranstaltung auf den 23. November 2023 verschoben und in das Kino Colosseum verlegt. Anwesend waren rund 1000 Gäste. Moderiert wurde die Veranstaltung durch Diona Bathily und Björn Doering.
Um dem aktuellen Kriegsgeschehen beim Krieg in Israel und Gaza Rechnung zu tragen, wurde die Preisverleihung durch eine Live-Performance der israelischen Jazzmusikerin Yael Nachshon Levin eröffnet.

## Gewinner und Nominierte
Im Vorfeld gab es Ärger um eine Nominierung. Kayla Shyx wurde für ihr YouTube-Video Was wirklich bei Rammstein Afterpartys passiert in der Kategorie „Schönste Geschichte“ nominiert. Das Video schildert ihre Erlebnisse auf einer Aftershow-Party der Band Rammstein und thematisiert die schweren Vorwürfe gegen Till Lindemann. Die Nominierung sorgte auf Grund der Kategoriebenennung für Irritationen und Kritik. Der Verein für Popkultur benannte die Kategorie daher kurzfristig in „Bewegendste Geschichte“ um.
| Lieblingskünstler*in | Lieblingsband |
| --- | --- |
| Nina Chuba - Cro - Cloudy June - Lie Ning - Peter Fox | Provinz - Brutalismus 3000 - Bukahara - Gaddafi Gals - Tokio Hotel |
| Hoffnungsvollste*r Newcomer*in | Lieblingsproduzent*in |
| Blumengarten - anaïs - Brockhoff - Dante YN - Power Plush | Suena & Lucry - Aaron Ahrends - Miksu/Macloud - Philip Brooks - Spoke |
| Lieblingsalbum | Lieblingssong |
| Nina Chuba – Glas - Blond – Perlen - Makko – Lieb mich oder lass es Part 1 - Milky Chance – Living in a Haze - Pashanim – Himmel über Berlin                                                                             | Peter Fox feat. Inez – Zukunft Pink - Ayliva & Mero – Sie weiß - Nina Chuba – Wildberry Lillet - Ski Aggu, Joost & Otto Waalkes – Friesenjung - Southstar – Miss You - Udo Lindenberg x Apache 207 – Komet |
| Lieblingsvideo | Beeindruckendste Live-Performance |
| Shirin David – Lächel doch mal - Ace Tee & BackRoad Gee – Shake It Fo Me - Albertine Sarges – Hold On - Apsilon – Lauf weg - Conny – Kannst du woanders traurig sein                                                     | Blond – Perlen (Album Releasekonzert) - Ätna – Push Life Tour - Ayliva – Weißes Herz Tour - Jeremias – Paris (Live im Waschhaus Potsdam) - No Angels – 20 Celebration, eine Sommernacht in Berlin (Live in der Wuhlheide) |
| Gelebte Popkultur | Bewegendste Geschichte |
| 20 Jahre c/o pop Festival - Immergut Festival – Ehrenamt für die Musik - Laut gegen Nazis – Campus Open Air 2022, Cottbus - Maryam.fyi – Baraye (Frau, Leben, Freiheit) - Rockers United – Stop the War (Fight for Love) | Die Jury erklärte alle Geschichten zu Gewinnern. Jury-Mitglied Markus Drzymalla sagte dazu: „Jede Geschichte ist bewegend auf ihre Art und Weise; es wäre schwierig – oder zu kurz gedacht, eine in den Fokus zu rücken, weil alle Themen wirklich super wichtig sind.“ - Cui Bono – Wer hat Angst vorm Drachenlord - Kayla Shyx – Was wirklich bei Rammstein Afterpartys passiert - MARYAM.fyi – Baraye (Frau, Leben, Freiheit) - Puls Musikanalyse – Miss You: Klaut Robin Schulz einem Newcomer den Hit? - Xatar – Rheingold |